# 沈严
沈严（？—），中国大陆电视剧导演，代表作有《中国式离婚》、《我的前半生》、《中国式关系》等。曾获第23届上海电视节白玉兰奖最佳导演。